# پایگاه داده ابری
پایگاه داده ابری (به انگلیسی: Cloud database) یک پایگاه داده است که به‌طور معمول روی بسترهای نرم‌افزاری رایانش ابری مستقر می‌شود، مانند Amazon EC2 GoGrid و Rackspace. دو مدل استقرار معمول وجود دارد: کاربران می‌توانند به‌طور مستقل و با استفاده از یک ماشین مجازی پایگاه‌های داده را روی ابر راه اندازی نمایند، یا این‌که کاربران یک اکانت دسترسی به سرویس‌های پایگاه داده که توسط ارائه‌دهندگان پایگاه داده ابری نگهداری می‌شوند را خریداری نمایند. برخی از آن‌ها بر اساس اس‌کیوال هستند و برخی دیگر از مدل داده نواس‌کیوال استفاده می‌کنند.